# Altura de escala
Em vários contextos científicos, uma altura de escala é a distância sobre a qual uma quantidade diminui por um fator de e (a base dos logaritmos naturais). É usualmente denotada pela letra maiúscula H.
Para atmosferas planetárias, é a distância vertical sobre a qual a pressão da atmosfera varia por um fator de e (diminuindo com o aumento da altitude). A altura de escala permanece constante para uma determinada temperatura. Pode ser calculada por
{\displaystyle H={\frac {kT}{Mg}}}
em que:
- k = constante de Boltzmann = 1.38 x 10−23 J·K−1
- T = temperatura média na superfície planetária em kelvins
- M = massa molecular média do ar seco (kg)
- g = aceleração devida à gravidade na superfície do planeta (m/s²)

A pressão (força por unidade de área) a uma dada altitude é o resultado do peso de atmosfera sobrejacente- Se a uma altura z a atmosfera tem densidade ρ e pressão P, então ascendendo uma distância infinitesimal dz diminuirá a pressão em uma quantidade dP, correspondente ao peso de uma camada da atmosfera com espessura dz.
Assim:
{\displaystyle {\frac {dP}{dz}}=-g\rho }
em que g é a aceleração a gravidade. Para pequenos valores de dz é possível assumir que g é constante; o sinal menos indica que à medida que a altura aumenta a pressão diminui. Portanto, usando a equação de estado para um gás ideal de massa molecular média M à temperatura T, a densidade pode ser expressa como
{\displaystyle \rho ={\frac {MP}{kT}}}
Combinando estas equações temos
{\displaystyle {\frac {dP}{P}}={\frac {-dz}{\frac {kT}{Mg}}}}
que pode agora ser incorporado na equação para H acima resultando em:
{\displaystyle {\frac {dP}{P}}=-{\frac {dz}{H}}}
que não varia a não ser que a temperatura varie. Integrando a equação acima e assumindo que P0 é a pressão à altura z = 0 (pressão ao nível do mar) a pressão à altura z pode ser escrita como:
{\displaystyle P=P_{0}\exp(-{\frac {z}{H}})}
Tal significa que a pressão diminui exponencialmente com a altura.
Na atmosfera terrestre a pressão ao nível do mar P0 é em média cerca de 1,01×105Pa, a massa molecular média do ar seco é 28,964 u e portanto 28,964 × 1.660×10−27 = 4.808×10−26 kg, and g = 9,81 m/s².  Como uma função da temperatura a altura de escala da atmosfera terrestre é portanto 1,38/(4,808×9,81)×103 = 29,26 m/grau. Tal produz as seguintes alturas de escala para temperaturas do representativas:
T = 290 K, H = 8 500 m
T = 273 K, H = 8 000 m
T = 260 K, H = 7 610 m
T = 210 K, H = 6 000 m
Estes valores devem ser comparados com a temperatura e densidade da atmosfera terrestre grafados no NRLMSISE-00, o qual mostra a densidade do ar diminuindo de  1200 g/m3 ao nível do mar até 0,53 = 0,125 g/m3 a 70 km, um fator de 9600, indicando uma altura de escala média de 70/ln(9600) = 7,64 km, consistente com a temperatura média do ar indicada para tal intervalo de 260 K.
Nota:
- A densidade está relacionada com a pressão segundo as leis dos gases ideais. Portanto, com alguns desvios causados pela variação de temperatura, a densidade variará também exponencialmente com a altura a partir de um valor de ρ0 ao nível do mar aproximadamente igual a 1,2 kg m−3
- A alturas superiores a 100 km, a difusão molecular leva a que cada espécie atómica tenha a sua própria altura de escala.